# Redutível à homogênea
Algumas equações diferenciais ordinárias de primeira ordem não se enquadram em nenhum dos métodos clássicos de solução. No entanto, as vezes é possível reescrever essas equações de modo a viabilizar o uso de um método clássico de solução. Este é o caso das equações redutíveis à homogênea. Essa classe de equações tem o lado direito dado por uma função que depende de uma expressão do tipo {\displaystyle {\frac {a_{1}t+b_{1}y+c_{1}}{a_{2}t+b_{2}y+c_{2}}},\ \ a_{i},\ b_{i},\ c_{i}\in \mathbb {R} ,\ i=1,\ 2}. Independente das constantes {\displaystyle a_{i},\ b_{i},\ c_{i}\in \mathbb {R} ,\ i=1,\ 2,} existem substituições que permitem reescrever a equação como uma equação homogênea de primeira ordem. Por esse motivo, essa classe é chamada de redutíveis à homogênea

## Definição
Considere a equação diferencial ordinária de primeira ordem
{\displaystyle y'=f(t,y).}
Se {\displaystyle f(t,y)} é da forma {\displaystyle f(t,y)=\phi \left({\frac {a_{1}t+b_{1}y+c_{1}}{a_{2}t+b_{2}y+c_{2}}}\right)}, em que {\displaystyle a_{i},\ b_{i},\ c_{i}\in \mathbb {R} ,\ i=1,\ 2}, dizemos que a equação é redutível à homogênea.

### Exemplos
1. {\displaystyle y'={\frac {t+y-2}{t-1}}.}
2. {\displaystyle y'={\frac {2t-6y-1}{t-3y-4}}.}

## Resolvendo uma equação redutível a homogênea
Há dois casos a considerar:
- Se {\displaystyle a_{1}b_{2}-b_{1}a_{2}\neq 0.}

Observe que neste caso o sistema linear
{\displaystyle \left\{{\begin{array}{l}a_{1}t+b_{1}y+c_{1}=0\\a_{2}t+b_{2}y+c_{2}=0\end{array}}\right.}
tem única solução {\displaystyle t_{0},\ y_{0}.}
Neste caso definimos
{\displaystyle u=t-t_{0}}
e {\displaystyle v=y-y_{0}}. Logo, {\displaystyle du=dt}
e {\displaystyle dv=dy}. 
Com base nisso,
{\displaystyle a_{1}t+b_{1}y+c_{1}=a_{1}(u+t_{0})+b_{1}(v+y_{0})+c_{1}=a_{1}u+b_{1}v+a_{1}t_{0}+b_{1}y_{0}+c_{1}=a_{1}u+b_{1}v}
e 
{\displaystyle a_{2}t+b_{2}y+c_{2}=a_{2}(u+t_{0})+b_{2}(v+y_{0})+c_{2}=a_{2}u+b_{2}v+a_{2}t_{0}+b_{2}y_{0}+c_{2}=a_{2}u+b_{2}v,}
pois  {\displaystyle t_{0},\ y_{0}} é solução do sistema linear.
Dessa forma, a equação diferencial fica
{\displaystyle y'=\phi \left({\frac {a_{1}u+b_{1}v}{a_{2}u+b_{2}v}}\right)=\phi \left({\frac {a_{1}+b_{1}{\frac {v}{u}}}{a_{2}+b_{2}{\frac {v}{u}}}}\right)=\psi \left({\frac {v}{u}}\right)}
que é uma equação homogênea  em relação as variáveis 
{\displaystyle u} e {\displaystyle v}. 
A solução da equação é obtida usando o método para equações homogêneas de primeira ordem.
- Se {\displaystyle a_{1}b_{2}-b_{1}a_{2}=0.}

Segue que {\displaystyle {\frac {a_{1}}{a_{2}}}={\frac {b_{1}}{b_{2}}}=\kappa }. Portanto, {\displaystyle a_{1}=a_{2}\kappa } e {\displaystyle b_{1}=b_{2}\kappa }.
Com isso, a equação diferencial inicial fica
{\displaystyle y'=\phi \left({\frac {\kappa (a_{2}t+b_{2}y)+c_{1}}{a_{2}t+b_{2}y+c_{2}}}\right).}
Façamos agora a mudança de variável
{\displaystyle z=a_{2}t+b_{2}y}. Daí, {\displaystyle dz=a_{2}dt+b_{2}dy} ou {\displaystyle {\frac {dz}{dt}}=a_{2}+b_{2}{\frac {dy}{dt}}.} 
De onde segue que
{\displaystyle {\frac {dy}{dt}}=\left({\frac {dz}{dt}}-a_{2}\right){\frac {1}{b_{2}}}.}
Substituíndo na equação inicial
{\displaystyle {\frac {z'-a_{2}}{b_{2}}}=\phi \left({\frac {\kappa z+c_{1}}{z+c_{2}}}\right).}
ou 
{\displaystyle z'=b_{2}\phi \left({\frac {\kappa z+c_{1}}{z+c_{2}}}\right)+a_{2}.}
Que é uma equação de variável separavel. Logo, obtemos a solução usando o método de separação de variáveis